# Cascos Blancos
La comisión de los Cascos Blancos es el órgano del Ministerio de Relaciones Exteriores y Culto de la República Argentina encargado de diseñar y ejecutar la asistencia humanitaria internacional. 
Desarrolla sus actividades apoyado en un cuerpo de voluntarios, a través de un modelo de trabajo basado en la cooperación, la solidaridad y la participación comunitaria. Bajo los principios de «humanitarismo, imparcialidad, neutralidad e independencia», Cascos Blancos actúa a solicitud del Estado afectado o en el marco de un llamamiento internacional humanitario.
Cuenta con una red de vinculaciones de cooperación bilateral y multilateral a través de la cual coordina la respuesta inmediata ante desastres socio-naturales, actúa en tareas de rehabilitación, reconstrucción y desarrollo, y promueve la prevención y la gestión del riesgo, dentro y fuera del territorio argentino.
Desde su creación en 1998, ha participado en numerosas misiones de asistencia humanitaria internacional, con un fuerte enfoque regional, y en campañas nacionales junto a otros organismos federales, provinciales y municipales. 

## Historia
Cascos Blancos tiene su origen en la Comisión de Lucha contra el Hambre y la Pobreza, un cuerpo civil internacional creado en 1994 para combatir esa emergencia social. Este organismo marcó el inicio de la participación de los países en desarrollo en la asistencia humanitaria internacional, que hasta entonces era reservada a países donantes, e introdujo el empleo del voluntariado como un cuerpo profesional especializado.  
Ese mismo año, la Asamblea General de las Naciones Unidas adoptó y aprobó a la Comisión como Iniciativa, denominándola Cascos Blancos e incorporando a su agenda la respuesta a los desastres causados por el hombre o la naturaleza, los conflictos y las situaciones de emergencia de todo tipo.
Así fue que la Comisión Cascos Blancos extendió su alcance a otros aspectos incluidos en el concepto de emergencia humanitaria compleja. Adoptó como propósito el apoyar las actividades de la ONU en la esfera de la asistencia humanitaria de emergencia y en la rehabilitación, reconstrucción y desarrollo en momentos de transición. Además, se estableció que la Comisión tendría que actuar bajo los lineamientos del Departamento de Asuntos Hemisféricos (Oficina de Coordinación de la Asistencia Humanitaria - OCHA-, desde 1998) y trabajar operativamente con el programa de Voluntarios de las Naciones Unidas (VNU), que es el que moviliza personal para las misiones. 
Desde entonces, la Asamblea General de las Naciones Unidas ha renovado su apoyo a la Iniciativa cada tres años, destacando la importancia de la experiencia argentina en la atención de las crisis humanitarias, a través de la organización de los cuerpos de voluntarios. El respaldo más reciente fue dado en la 67.ª Asamblea de la ONU, en 2012. 
A nivel regional, en 1995, la Asamblea General de la Organización de los Estados Americanos(OEA) adoptó la Iniciativa Cascos Blancos, contribuyendo a su consolidación. Luego, aprobó resoluciones que dieron lugar a un sistema de apoyo para las actividades de Cascos Blancos en las Américas, incluyendo un Fondo Especial Cascos Blancos. Cabe destacar que la OEA ratifica anualmente la Iniciativa. 
En 1999, al trabajo desarrollado junto a la OCHA y a VNU se sumó la Estrategia Internacional para la Reducción de Desastres (EIRD), la plataforma del sistema de Naciones Unidas que promueve vínculos y sinergias para la coordinación de actividades de reducción de desastres.
En 2000, Cascos Blancos se convirtió en un organismo dependiente del Ministerio de Relaciones Exteriores y Culto y con esto se incorporó un cuerpo diplomático de carrera a su estructura de personal. 
A partir de 2003, se reformuló el esquema de trabajo de la Iniciativa, posibilitando la asistencia horizontal en coyunturas de crisis o emergencia socio-natural, es decir, más allá del desastre natural, y abarcando situaciones de deterioro o colapso social de distinto tipo. 
En 2007, con el objetivo de garantizar que la reducción del riesgo de desastres sea una prioridad nacional y esté dotada de una sólida base institucional para su aplicación, la República Argentina creó su Plataforma Nacional para la Reducción de Riesgos de Desastres (PNRD), co-coordinada por la Comisión Cascos Blancos. Cabe destacar que la PNRD se desarrolló según los lineamientos de la EIRD. 
La continuidad del trabajo con la ONU permitió la consolidación de Cascos Blancos a lo largo de los años. Numerosas resoluciones del organismo reconocieron el papel importante de la Iniciativa de los Cascos Blancos no solo en la asistencia humanitaria sino también en el desarrollo de mecanismos que facilitan la gestión local de las emergencias, con la participación de las comunidades afectadas.

## Enfoque
La visión de Cascos Blancos sobre los asuntos humanitarios está basada en el Marco de Acción de Hyogo de 2005 y la Reforma Humanitaria.
En un mundo con desastres cada vez más desastrosos y menos naturales, Cascos Blancos promueve un concepto de asistencia humanitaria participativa, democrática y horizontal, opuesto a la tradicional asistencia dirigida y verticalista. 
Considera a la pobreza como la principal causa de la vulnerabilidad y basa su modelo de trabajo en la gestión local del riesgo, con la participación activa de las comunidades, las organizaciones de la sociedad civil y los cuerpos de voluntarios organizados. 
En contraposición al modelo de asistencia dirigida, que considera el riesgo como natural, inevitable, imprevisible y que excede la capacidad de las naciones para hacerle frente, Cascos Blancos propone el concepto de «desastre socio-natural», acordado en el marco del Mercosur. Frente a la lógica de operación «de respuesta y de aterrizaje» con tecnologías una vez ocurrido el desastre, incorpora el desarrollo de herramientas de prevención y de organización del voluntariado local. 
De esta manera, colabora con las comunidades bajo la convicción de que éstas no son meras víctimas potenciales, sino protagonistas en las distintas etapas de la gestión integral del riesgo y transformadoras de su propia realidad. Desde esta perspectiva, se aborda el riesgo como parte integral de la planificación del desarrollo, considerando así una amplia gama de problemas sociales, económicos, políticos y ambientales. 
Este enfoque ha sido alentado y defendido por Cascos Blancos en todos los niveles del Segmento de Asuntos Humanitarios del Consejo Económico y Social (ECOSOC). Estos esfuerzos se materializaron en 2009 con la creación de la Reunión Especializada de Reducción de Riesgos de Desastres Socio-naturales, Defensa Civil, Protección Civil y Asistencia Humanitaria (REHU), que representa el primer intento de consolidar un mecanismo de apoyo mutuo en el marco del Mercosur.

## Acciones de Cascos Blancos

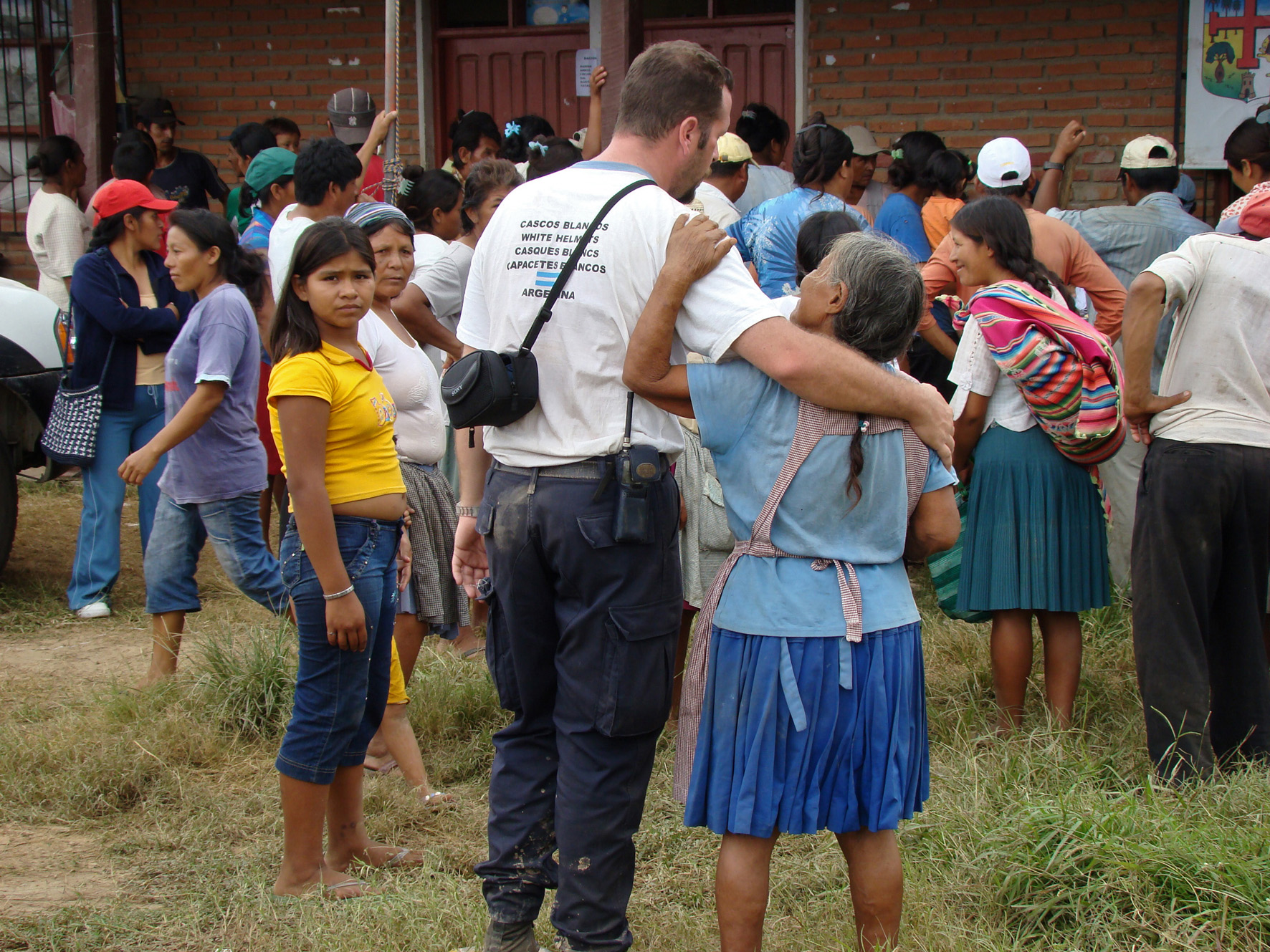
Cascos Blancos. Trabajo voluntario en Bolivia, febrero de 2014

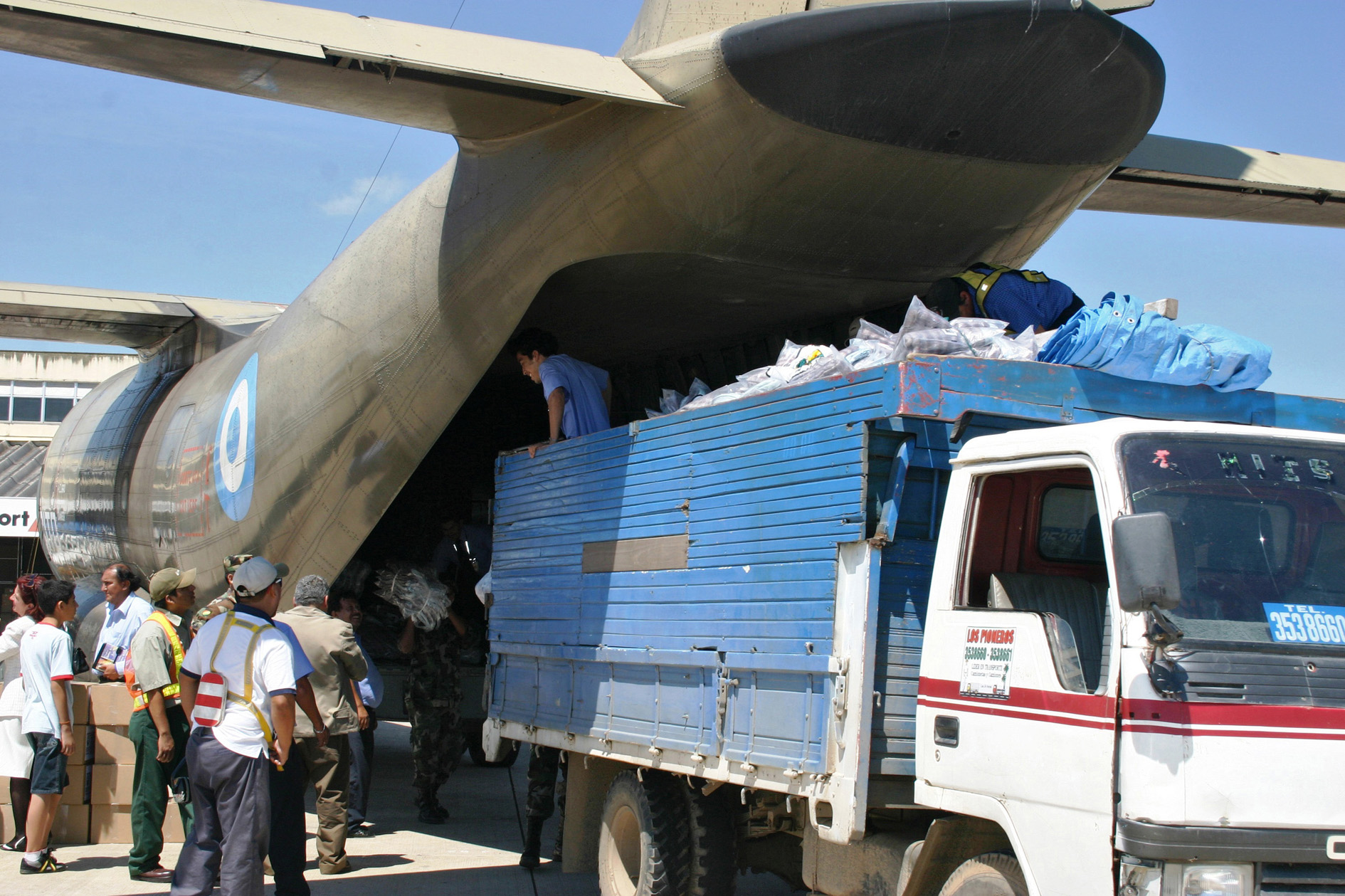
Cascos Blancos. Envío de suministros humanitarios a Bolivia, febrero de 2014.

Apoyada en su cuerpo de voluntarios y con el Marco de Acción de Hyogo como guía, la Comisión Cascos Blancos realiza cuatro tipos de acciones:  
Asistencia humanitaria: 
Ante emergencias y desastres naturales o generados por el hombre, una vez solicitada su colaboración, Cascos Blancos organiza equipos de voluntarios de Rápida Respuesta, que actúan en el terreno asistiendo en áreas o temas previamente establecidos. En estos casos, se preidentifica y preselecciona a los candidatos, se conforma el equipo de trabajo y se supervisa que esté en condiciones de actuar en terreno con una demora no mayor de 72 horas ocurrido el desastre. Además de sus aportes concretos para asistir a los damnificados, estas misiones de asistencia humanitaria capacitan y entrenan a los recursos locales en el diagnóstico de estructuras dañadas, manejo de suministros humanitarios y fortalecimiento del voluntariado local.Asimismo, Cascos Blancos pone a disposición de la comunidad internacional diversos insumos de ayuda humanitaria. Entre otros suministros, entrega ropa, frazadas, carpas, sales de rehidratación oral, potabilizadores de agua, medicamentos, alimentos y herramientas, que son enviados en coordinación con las autoridades locales y de acuerdo a las necesidades planteadas. Para garantizar la eficiencia y eficacia en tiempo que demanda esta modalidad de ayuda, en las misiones intervienen recursos humanos de Cascos Blancos especializados en logística y manejo de suministros. 
Rehabilitación y Reconstrucción: 
Una vez superados los impactos inmediatos de la emergencia,  Cascos Blancos emprende acciones de mediano y largo plazo para el desarrollo, con el objetivo de fortalecer los mecanismos de respuesta local y recomponer estructuras productivas dañadas. 
En este sentido, las misiones llevan adelante acciones con foco en la atención sanitaria, educativa y agroalimentaria. 
Gestión Integral del Riesgo y Resiliencia: 
En línea con el Marco de Acción de Hyogo y la Estrategia Internacional para la Reducción de los Desastres, Cascos Blancos concibe a los desastres no solo como fenómenos naturales, sino también sociales, económicos y ambientales. Sus consecuencias dependen del grado de vulnerabilidad de la sociedad, derivada de factores complejos como la desigualdad y la pobreza, la degradación de los ecosistemas y el cambio climático. En este sentido, Cascos Blancos promueve la gestión integral del riesgo, construyendo herramientas de prevención para disminuir las vulnerabilidades y reforzar la resiliencia de las comunidades. Por ejemplo, a través de programas, capacitaciones y talleres, impulsa la formación de capacidades locales, difunde experiencias y buenas prácticas y crea conciencia sobre los beneficios de la reducción de los riesgos de desastres y de la adopción de políticas para prevenir y disminuir la vulnerabilidad.    
Acciones en territorio argentino: 
Dentro del país, Cascos Blancos trabaja en proyectos de prevención y respuesta a desastres, creando herramientas de resiliencia a través del programa de fortalecimiento del voluntariado local. 
Además, colabora en la atención a emergencias, en coordinación con los organismos nacionales, gobiernos provinciales y municipales.

## Alianzas Estratégicas
Cascos Blancos estableció alianzas estratégicas con diversas agencias de asistencia humanitaria con las cuales trabaja regularmente:
- Oficina de Coordinación para Asuntos Humanitarios (OCHA)
- Programa de Voluntarios de Naciones Unidas (VNU)
- Estrategia Internacional para la Reducción de Desastres (EIRD)
- Organización Panamericana de la Salud (OPS)
- Programa de Naciones Unidas para el Desarrollo (PNUD)
- Organización de Naciones Unidas para la Agricultura y la Alimentación (FAO)
- Programa Mundial de Alimentos (PMA)
- Alto Comisionado de las Naciones Unidas para los Refugiados (ACNUR)
- Federación Internacional de las Sociedades de la Cruz Roja y de la Medialuna Roja (FICR)
- Organización Internacional para las Migraciones (OIM)
- Organización de las Naciones Unidas para la Educación y la Cultura (UNESCO)
- Fondo de Naciones Unidas para la Infancia (UNICEF)

## Misiones
La organización ha participado en las siguientes misiones:
- Campaña Enfermedad de Chagas-Mazza en Argentina.
- Curso de entrenamiento de jóvenes voluntarios.
- Contención de incendios forestales en Brasil (1998).
- Manejo de desastres en Honduras después del Huracán Mitch (1999).
- Ayuda humanitaria en el sur de Perú después de la serie de terremotos en junio-julio 2001.
- Trabajos de reconstrucción en India después del terremoto de Gujarat de 2001.
- Programa de gestión de riesgos del valle del río Paz en El Salvador y Guatemala (2003).
- humanitaria en Bam, Irán, después del terremoto de diciembre del 2003.
- Control de inundaciones y emergencias en Durazno, Uruguay.
- Ayuda humanitaria a Jamaica, República Dominicana, Granada, Perú y Bolivia después de una serie de desastres naturales en 2004.
- Aprovisionamiento de equipos de emergencia y asistencia humanitaria a las víctimas del huracán Katrina en Estados Unidos.
- Ayuda de emergencia a las víctimas del Terremoto de Haití de 2010.[3]
- Ayuda de emergencia a las víctimas Terremoto de Japón de 2011.[4]
- Ayuda de emergencia en el Gran incendio de Valparaíso en Chile en 2014.[5][6]
- Ayuda humanitaria a migrantes venezolanos en la frontera colombo-venezolana, tras éxodo provocado por la crisis en Venezuela en 2018.[7][8]
- Ayuda humanitaria y asistencia técnica a las víctimas de las inundaciones en Valencia de 2024[9]